# Herpetophytum
Herpetophytum es un género con quince especies de orquídeas. Ha sido separado del género Dendrobium. Son pequeñas orquídeas epífitas y litófitas de clima templado a cálido de montaña en las selvas tropicales de Nueva Guinea. se caracterizan por sus tallos delgados y aplanados con hojas numerosas, pequeñas, estrechas, carnosas y una sola y pequeña flor blanca.

## Descripción
Las especies son pequeñas a muy grandes, de hábitos epífitas o litófitas, con tallos largos y delgados, a menudo leñosos y con dos filas de hojas herbáceas y largas vainas que la tienen total o parcialmente la cubiertas.
La inflorescencia tiene de uno hasta cuatro racimos de flores, a menudo, efímeras (de un día).

## Sinonimia
- Han sido segregadas del género Dendrobium Sw. (1799) secc. Herpetophytum Schltr.

## Etimología
El nombre del género Herpetophytum proviene del griego ἑρπετόν herpeton rastrera y φυτόν pitón planta.

## Taxonomía
El género fue promovido a género desde Dendrobium Sw. (1799) secc. Herpetophytum Schltr. por Brieger en el año 1981.
El género cuenta actualmente con 15 especies.
La especie tipo es Herpetophytum schlechteri.

## Especies
- Herpetophytum appendicula (Schltr.) Rauschert (1983)
- Herpetophytum decumbens (Schltr.) Rauschert (1983)
- Herpetophytum disoides (Schltr.) Rauschert (1983)
- Herpetophytum glossorhynchoides (Schltr.) Brieger (1981)
- Herpetophytum hippocrepiferum (Schltr.) Rauschert (1983)
- Herpetophytum lucidum (Schltr.) Brieger (1981)
- Herpetophytum millarae (A.D.Hawkes) Rauschert (1983)
- Herpetophytum nigricans (Schltr.) Rauschert (1983)
- Herpetophytum oxychilum (Schltr.) Rauschert (1983)
- Herpetophytum podocarpifolium (Schltr.) Rauschert (1983)
- Herpetophytum schlechteri Rauschert (1983)
- Herpetophytum scopula (Schltr.) Rauschert (1983)
- Herpetophytum vagabundum (A.D.Hawkes & A.H.Heller) Rauschert (1983)
- Herpetophytum vestigiiferum (J.J.Sm.) Rauschert (1983)
- Herpetophytum vonroemeri (J.J.Sm.) Rauschert (1983)